# Phyteuma orbiculare
Phyteuma orbiculare là loài thực vật có hoa trong họ Hoa chuông. Loài này được L. miêu tả khoa học đầu tiên năm 1753.